# Philip John Kennedy Burton
Philip John Kennedy Burton (* 9. Januar 1936 in Highgate, London; † 16. September 2023 in St Albans, Hertfordshire), manchmal auch als Philip J. K. Burton zitiert, war ein britischer Ornithologe und Tierillustrator.

## Leben und Werk
Burton war der Sohn von Percival John Burton und Janet Kennedy Middlemiss. 1956 begann er am University College London ein Zoologiestudium, das er 1959 mit der Erlangung des Bachelor of Science abschloss. Von 1959 bis 1960 absolvierte er ein Postdoktorandenstudium in Pädagogik an der Universität London. 1964 gehörte er zu den Gründungsmitgliedern der Society of Wildlife Artists. Von 1967 bis 1988 war er leitender wissenschaftlicher Beamter in der Vogelabteilung des British Museums. 1969 promovierte er mit einer Dissertation über die Anatomie und dem Verhalten von Watvögeln zum Ph.D. in Zoologie an der Universität London. Burton zeichnete häufig mit Acryl- und Pastellfarben.
Im Jahr 1974 publizierte Burton eine wissenschaftliche Abhandlung über die anatomischen Merkmale des Halses und des Kopfes des Huias, in welcher er feststellt, dass sowohl die Männchen als auch die Weibchen nicht nur in ihrer Schnabelform, sondern auch hinsichtlich der Struktur und Muskulatur von Hals und Kopf Unterschiede aufweisen. Darüber hinaus entdeckte er, dass die Huias eine deutlich ausgeprägte Kaumuskulatur besaßen, was es den Vögeln ermöglichte, ihre Kiefer mit beträchtlicher Wucht zu öffnen.

## Werke (Auswahl)
- Birds of the World, 1960
- The feeding techniques of stilt sandpipers and dowitchers, 1971
- Owls of the world: their evolution, structure, and ecology, 1973
- Anatomy of head and neck in the Huia (Heteralocha acutirostris) with comparative notes on other Callaeidae, 1974
- Collin’s Field Guide to Bird Nests, Eggs and Nestlings, 1975
- The birdlife of Britain & Europe, 1976 (mit Peter Hayman)
- A Totem guide to birds of North America, 1979
- Spotter’s handbook: flowers, trees, and birds of North America. 1979
- Anatomical specimen of birds in the collections of the British Museum (Natural History), 1979
- Field guide to the birds of Britain, 1981
- Vanishing Eagles, 1983
- Anatomy and evolution of the feeding apparatus in the avian orders Coraciiformes and Piciformes, 1984
- A Field Guide to the Waders of Britain and Europe with North Africa and the Middle East, 1988 (mit Peter Colston)
- Spotter’s guide to birds of North America, 1991
- Handbook of the Birds of Europe, the Middle East, and North Africa: The Birds of the Western Palearctic, Band 8, 1994
- The pocket guide to birds of prey of North America, 1998
- The Birds of the Thai-Malay Peninsula, 1999
- Raptors of the World, 2001